# Yang Yanqin
Yang Yanqin, född 28 augusti 1966, är en friidrottare från Kina. Hon deltog vid olympiska sommarspelen 1984.